# マリア・インマクラータ・フォン・エスターライヒ＝トスカーナ (1878-1968)
マリア・インマクラータ・フォン・エスターライヒ＝トスカーナ（Maria Immakulata Erzherzogin von Österreich-Toskana, 1878年9月3日 - 1968年11月25日）は、オーストリア＝ハンガリー（二重帝国）の帝室の成員で、イタリア・トスカーナ大公国の旧統治者ハプスブルク＝トスカーナ家の大公女。
全名はマリア・インマクラータ・ライネーラ・ヨーゼファ・フェルディナンデ・テレジア・レオポルディーネ・アントイネッテ・ヘンリエッテ・フランツィスカ・カロリーネ・アロイジア・ヤヌアリア・クリスティーネ・フィロメーナ・ロザリア（Maria Immakulata Rainera Josepha Ferdinande Theresia Leopoldine Antoinette Henriette Franziska Karoline Aloysia Januaria Christine Philomena Rosalia Erzherzogin von Österreich-Toskana）。
最後のトスカーナ大公フェルディナンド4世の弟カール・ザルヴァトールと、その妻で両シチリア王フェルディナンド2世の娘であるマリーア・インマコラータの間の第7子、四女として生まれた。1900年10月29日にウィーンにおいて、ヴュルテンベルク公ローベルトと結婚した。夫妻の間に子供はなかった。